# Cluss (Brauerei)

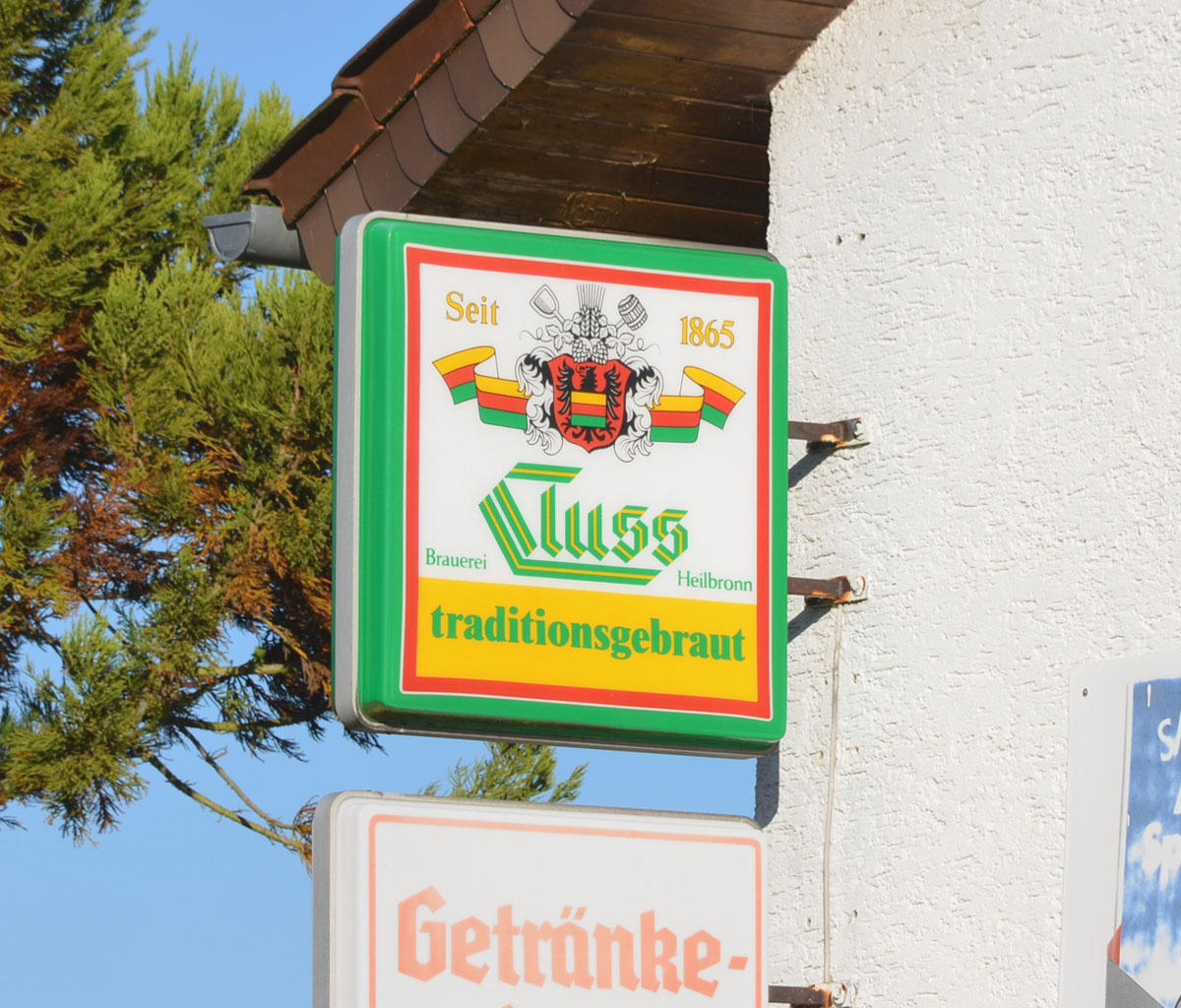
Logo von Cluss auf einem Brauereischild

Cluss ist eine aus Heilbronn stammende und seit 1865 bestehende Biermarke, die nach der Brauereigründerfamilie Cluss benannt ist.

## Brauerei

Aktie über 1000 RM der Brauerei Cluss vom August 1929

Die Brauerei Cluss, Brüggemann & Co. wurde 1865 in Heilbronn von August Cluss (* 3. August 1832 in Heilbronn, † 27. März 1904), Louis Brüggemann (* 1825 in Trendelburg, † 1900) und Andreas Faißt (* 1821, † 1878) gegründet. Das Firmengelände befand sich auf dem Rosenberg. Gründer August Cluss war der Bruder des Architekten Adolf Cluss und Schwager von Mitbegründer Faißt. 1868 erfolgte die Umbenennung des Unternehmens in August Cluss & Co., 1880 die Umwandlung in eine Offene Handelsgesellschaft, am 19. Januar 1898 in eine Aktiengesellschaft unter der Bezeichnung Aktienbrauerei Cluss. Ende des 19. Jahrhunderts begann die Brauerei zu expandieren. Er erfolgte unter anderem die Errichtung einer eigenen Malzfabrik (1890) und der Ankauf kleinerer Brauereien. 1922 wurde die Produktion alkoholfreier Getränke aufgenommen. 1933 war Cluss neben der Rosenau-Brauerei (gegründet 1860) einzige Brauerei in Heilbronn. Mehrheitseigner der Gesellschaft war die Handels- und Gewerbebank Heilbronn AG (heute: BW-Bank).
Das Brauereigelände wurde im Zweiten Weltkrieg stark beschädigt. Nach dem Wiederaufbau beginnende überregionale Bedeutung. 1968 Kooperation und 1973 Fusion mit Rosenau, damit einzige Brauerei in einer der größten südwestdeutschen Städte. Gesamtbelegschaft ca. 250 Mitarbeiter. 1975 Mehrheitsbeteiligung bei Getränkegroßhändler Gebr. Schumann GmbH. 1982 erlangt Dinkelacker die Aktienmehrheit von Cluss. Dinkelacker verkauft die Schumann GmbH, wird aber selbst 1993 von der Gabriel-Sedlmayr-Spaten-Franziskaner-Bräu KGaA aufgekauft.
Seine Blüte hatte das Unternehmen in den 1970er Jahren, wenngleich die Bekanntheit der Marke damals noch regional begrenzt war. Einem überregionalen Publikum wurde Cluss dann während dessen Vertrieb durch Dinkelacker ab 1982 bekannt. Der Brauereibetrieb in Heilbronn wurde eingestellt, der Name verkam zur Marke. Auf dem ehemaligen Firmengelände auf dem Heilbronner Rosenberg erinnert nur noch ein Gebäude an die Brauerei Cluss, die Direktorenvilla Eugen Cluss. 2006 wurden von Dinkelacker noch die Biersorten Cluss Kellerpils und Cluss Export vertrieben; 2010 nur noch Cluss Export in Flaschen und Cluss Kellerpils im Fass. Mittlerweile wird Cluss Kellerpils wieder als Flaschenbier vertrieben. 

## Cluss-Garten

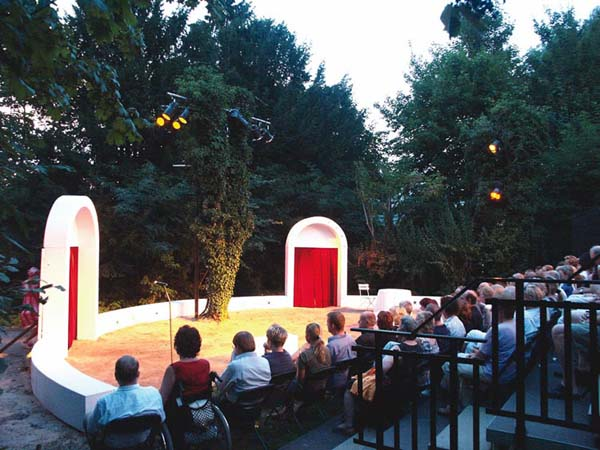
Freilichttheater im Cluss-Garten

In der Kreisstadt Ludwigsburg liegt in unmittelbarer Nähe zum Standort des ehemaligen Brauereigebäudes der „Cluss-Garten“, ein Freilichttheater, das seit 1991 in den Sommermonaten bespielt wird. Die als „Theatersommer“ bezeichnete Veranstaltungsreihe wird von der Stadt Ludwigsburg und dem Land Baden-Württemberg unterstützt. Sinnigerweise ist der Zugang zum Freilichttheater auch über einen Gastronomiebetrieb mit Biergarten erreichbar.

## Cluss-Wulle AG
1988 erfolgte die Fusion mit der seit 1971 zu Dinkelacker gehörenden Stuttgarter Brauerei Wulle AG zur Cluss-Wulle AG. 